# Schlacht um Tula
1941: Białystok-Minsk – Dubno-Luzk-Riwne – Smolensk – Uman – Kiew – Odessa – Leningrader Blockade – Wjasma-Brjansk – Charkow – Rostow – Moskau – Tula

1942: Rschew – Charkow – Ljuban/Wolchow – Kertsch/Sewastopol – Fall Blau – Kaukasus – Stalingrad – Operation Mars

1943: Woronesch-Charkow – Operation Iskra – Nordkaukasus – Charkow – Kursk – Orjol – Donez-Mius – Donbass – Belgorod-Charkow – Smolensk – Dnepr – Kiew

1944: Dnepr-Karpaten – Leningrad-Nowgorod – Krim – Wyborg–Petrosawodsk – Operation Bagration – Lwiw-Sandomierz – Jassy–Kischinew – Belgrad – Petsamo-Kirkenes – Baltikum – Karpaten – Ungarn

1945: Kurland  – Weichsel-Oder – Ostpreußen – Westkarpaten – Niederschlesien – Ostpommern – Plattensee – Oberschlesien – Wien – Oder – Berlin – Prag
Die Schlacht um Tula (russisch: Тульская оборонительная операция) vom 24. Oktober bis 5. Dezember 1941 war während des Zweiten Weltkrieges eine Angriffsoperation der deutschen Wehrmacht und Teil der Schlacht um Moskau. Sie spielte sich an der Ostfront am rechten Flügel der Heeresgruppe Mitte ab. Nach 45 Tagen auf beiden Seiten verlustreicher Kämpfe mit erheblichen Zerstörungen in der Stadt Tula gelang es der Roten Armee Anfang Dezember dank gut organisierter Waffen- und Nachschublieferungen, die deutschen Truppen in einer Gegenoffensive zurückzuschlagen.

## Vorgeschichte
Die deutsche 2. Panzerarmee unter Generaloberst Guderian hatte Anfang Oktober im Rahmen des Unternehmens Taifun den Angriff auf Moskau eröffnet und zusammen mit der 2. Armee unter Generaloberst von Weichs die Kesselschlacht bei Brjansk durchgeführt. Während die Armeekorps der deutschen 2. Armee die eingeschlossene Masse der sowjetischen 3., 13. und 50. Armee niederkämpften, nahm das XXIV. Armeekorps (mot.) den Vorstoß nach Orel auf. Die 18. und 17. Panzerdivision unter Generalleutnant von Arnim konnte am 5. und 6. Oktober Karatschew und Brjansk besetzen, der 3. Panzer-Division gelang die Einnahme von Belew, aber die 4. Panzer-Division wurde im Kampf bei Mzensk durch Gegenangriffe der sowjetischen 4. Panzerbrigade unter Oberst Katukow zeitweilig gestoppt. Der Kommandeur der eingekesselten sowjetischen Brjansker Front, General Jerjomenko wurde vermisst und zwischenzeitlich durch General M. P. Petrow abgelöst. Am 8. Oktober tauchte Jerjomenko wieder auf und koordinierte die 3. und 13. Armee selbst. Die 50. Armee war inzwischen durch einen weiteren deutschen Vorstoß vom Rest der Brjansker Front getrennt und weitgehend eingeschlossen. Teilen der Armee gelang es bis zum 17. Oktober auszubrechen; General Petrow galt als verschollen, daher wurde General A. N. Jermakow mit dem Kommando der im Raum nördlich von Brjansk eingekreisten sowjetischen 50. Armee betraut.

### Sowjetische Verteidigung
Tula liegt etwa 190 Kilometer südlich von Moskau, an beiden Ufern des Flusses Upa, einem rechten Nebenfluss der Oka. Am 22. Oktober wurde das Verteidigungskomitee der Stadt Tula formiert und der Kommissar W. G. Gurjew zum Vorsitzenden ernannt. Im südlichen Vorfeld der Stadt wurden Befestigungen wie Panzerabwehrgräben und Drahtsperren angelegt, für die Arbeiten wurden alle arbeitsfähigen Bewohner herangezogen. Zudem wurde ab 26. Oktober das Arbeiter-Regiment Tula unter Hauptmann A. P. Gorschkow aufgestellt, das die Verteidigungslinie besetzte. Die über die Resseta bei Chwastowitschi ausgebrochenen Teile der 50. Armee (Reste von 8 Schützen-, 1 Kavallerie- und 1 Panzerdivision) zogen sich über Belew führerlos auf Tula zurück. Die auf Jefremow zurückgehenden Reste der sowjetischen 13. Armee (General Gerassimenko), deren Reste sich am 22. Oktober aus der Einkreisung über die Oka zurückgekämpft hatten, nahm die „Operative Gruppe Ermakow“ in ihre Formation auf und besetzte die Linie zwischen Fatesch und Lgov. Generalmajor A. N. Jermakow hatte bereits die Führung der 50. Armee übernommen und sollte Tula verteidigen.
Am 27. Oktober bezog die 50. Armee die am südlichen Stadtrand angelegten Gräben, zusätzlich wurden das Tula-Arbeiterregiment unter Hauptmann Gorschkow, das 156. NKWD-Regiment unter Major S. F. Zubkow und ein Miliz-Bataillon unter Major M. I. Swiridow herangezogen. Das 732. Flak-Regiment unter Major M. T. Bondarenko schützte die Stadt gegen feindliche Luftangriffe. Am 29. Oktober wurden diese Stellungen durch das Artillerie-Regiment 447 unter Oberst A. A. Mawrin verstärkt. Ende Oktober hielt der linke Flügel der Westfront (Armeegeneral Schukow) und die Brjansker Front (Frontkommando am 10. November aufgelöst) mit der 49. Armee und den neu organisierten 3., 13. und 50. Armeen die Frontlinie Beljow-Mzensk-Fatesch-Lgov.

### Deutscher Aufmarsch
Am 22. Oktober beauftragte General Guderian die Kampfgruppe Eberbach (Panzer-Reg. 6 und 18, Artillerie-Reg. 75, Schützen-Reg. 3 und Infanterie-Regiment „Großdeutschland“) der 4. Panzer-Division (Generalmajor von Langermann), in den Rücken der sowjetischen Verteidigung nördlich von Mzensk vorzustoßen. Das XXIV. Armeekorps (mot.) bildete mit der 3. Panzer-Division (Generalmajor Breith) nördlich von Mzensk einen 6 km tiefen Brückenkopf am östlichen Suscha-Ufer. Das XXXXVII. Armeekorps (mot.) stand mit der motorisierten 29. Infanterie-Division noch dahinter im Raum Karatschew. Am 23. Oktober erreichte der Vormarsch des deutschen LIII. Armeekorps den Raum 20 km nordöstlich von Bolchow und nahm Vormarschrichtung auf Tepolje. Die 95. Infanterie-Division des Höheren Kdo. XXXV besetzte die Stadt Fatesch, während am äußersten südlichen Flügel das XXXXVIII. Armeekorps (mot.) (Kempf) mit der 9. Panzer-Division im Vorgehen auf Kursk stand.
Ab Mitte Oktober kam die 2. Panzerarmee nicht mehr voran, und die Verbände der 2. Armee lagen auch fest. Eine geordnete Versorgung war nicht mehr möglich. Dieser Zustand, so bemerkte das Hauptquartier der 2. Armee am 18. Oktober, würde solange andauern, solange die Versorgung nicht neu aufgebaut würde. Auch die nördlicher im Anschluss an das XIII. Armeekorps vorgehende 4. Armee (Generalfeldmarschall von Kluge) kam nicht weiter voran, da sie von ständigen sowjetischen Gegenangriffen bedrängt wurde. Sie stellte das Vorgehen ihres rechten Flügels am 16. Oktober ein. Am 25. Oktober drang die 3. Panzerdivision in den Raum 12 km nordöstlich von Tschern vor und nahm mit der auf der Straße von Mzensk vorstoßenden 4. Panzer-Division wieder Verbindung auf. Das LIII. Armeekorps schloss am 26. Oktober zum Oka-Abschnitt auf. Am 28. Oktober war der Raum Tula erreicht.
Für den Angriff war der rechte Flügel der Heeresgruppe Mitte auf Befehl des Oberbefehlshabers von Bock neu gegliedert worden:
Die 2. Armee wurde nach Beendigung der Kesselschlacht von Brjansk an den rechten Flügel der 2. Panzerarmee verlegt. Guderian musste Generaloberst von Weichs die Höheren Kommandos XXXIV. und XXXV., sowie das XXXXVIII. Armeekorps (mot.) abgeben. Die bisher den äußersten linken Flügel deckende 1. Kavallerie-Division wurde nach Ostpreußen abberufen, um dort umgerüstet zu werden. Als Ersatz gebot die 2. Panzerarmee jetzt über zwei Armeekorps aus der bisherigen Front der 2. Armee.
- XXXXIII. Armeekorps (General Heinrici) mit der 31. und 131. Inf.Div. im Anmarsch über Bolchow auf den Oka-Abschnitt bei Alexin.
- XXIV. Armeekorps (mot.) (General Geyr von Schweppenburg) mit der 3. und 4. Panzer-Division, der motorisierten 10. Inf.Div. und Infanterie-Regiment Großdeutschland im Vorgehen auf Tula
- LIII. Armeekorps (General Weißenberger) mit der 112. und 167. Infanterie-Division erreicht den Raum Dansko.
- XXXXVII. Armeekorps (mot.) (General Lemelsen) mit der 17. und 18. Panzer-Division, der motorisierten 25. und 29. Inf.Div in der Versammlung zwischen Orel und Mzensk
- 296. Infanterie-Division (Generalleutnant Stemmermann), vorerst noch im Raum Trubtschewsk gebunden.

## Vorstoß auf Tula

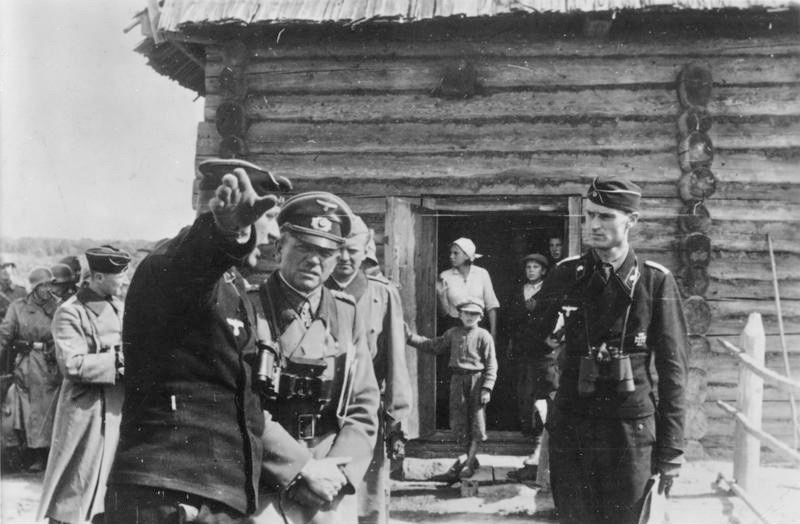
Guderian auf einem Gefechtsstand eines vorgeschobenen Panzerregiments

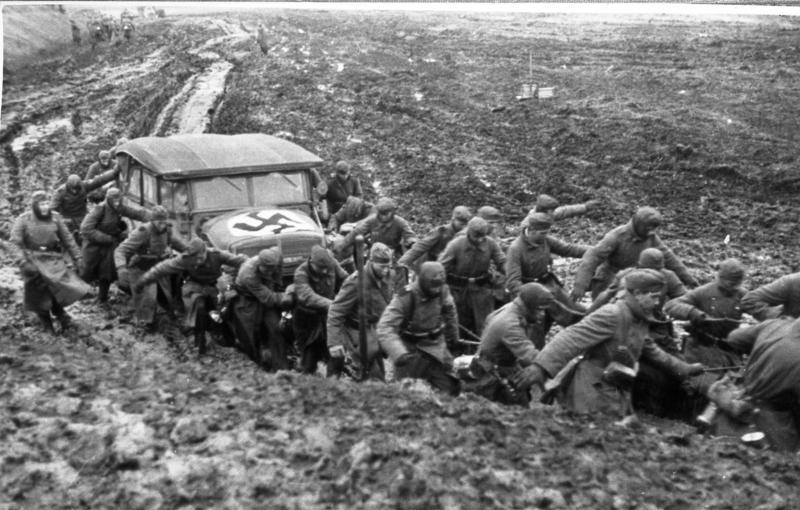
Rasputiza

Seit dem 27. Oktober wurden im Raum Tula verstärkte sowjetische Truppentransporte aus dem Osten beobachtet. Das deutsche LIII. Armeekorps wurde zur Sicherung der rechten Flanke der 2. Panzerarmee gegen die Linie Jepifan—Stalinogorsk vorgeschoben. Durch die bereits wochenlang andauernde Schlammperiode (Rasputiza) war der Zustand der Straße Orel—Tula katastrophal, die im Raum Jasnaja Poljana vor Tula angelangte 3. Panzer-Division und die Gruppe Eberbach mussten zusätzlich aus der Luft versorgt werden. Weil ein Frontalangriff auf die Stellungen vor Tula zu verlustreich erschien, wurde General Geyr erlaubt, die Stadt ostwärts in Richtung auf Dedilowo zu umgehen.
Am 29. Oktober stand die deutsche 3. Panzer-Division 5 km vor Tula, das XXXXIII. Armeekorps erreichte den Abschnitt zwischen Odojew bis westlich Titowa. Die 18. Panzer-Division des XXXXVII. Armeekorps (mot.) löste letzte Teile des XXIV. Armeekorps (mot.) im Raum Orel ab, während sich das LIII. Armeekorps zwischen Arona und St. Gremjatschka vorschob. Am südlichen Abschnitt bei der 2. Armee schob sich das XXXXXVIII. Armeekorps mit der 95. Infanterie-Division und der 9. Panzer-Division (General Hubicki) in den Raum 12 und 18 km nordöstlich von Kursk vor.
Am 30. Oktober übernahm General A. N. Jermakow die direkte Führung der Truppen, die die Stadt Tula von Süden verteidigten, als dessen Chef fungierte Generalmajor W. S. Popow. Am Morgen begannen die deutschen Truppen nach starker Artillerievorbereitung mit Angriffen auf die Stadt, Teile des Dorfes Rogoschinski wurden genommen. Am Abend des Tages traf der Stabschef der Brjansker Front, Oberstleutnant L. M. Sandalow in Tula ein. Das XXIV. Armeekorps (mot.) führte erste Angriffe auf die Stadt und erreichte Dedilowo. Am 31. Oktober wurden diese Angriffe durch die 154. (General J. S. Fokanow) und die 217. Schützen-Division (General K. P. Trubnikow) und andere Teile der 50. Armee abgeschlagen. In Tula trafen zusätzlich die 32. Panzerbrigade (Oberst I. I. Juschuk) und die 34. Garde-Division als Verstärkung ein. Die heftigen Angriffe der deutschen Truppen wurden fortgesetzt, bis sich die Lage Mitte November auf sowjetischer Seite etwas stabilisierte.
Ab dem 2. November wurden die südöstlichen Zugänge nach Tula von der 413. Schützen-Division, (Generalmajor Tereschkow) verteidigt. Die Instandsetzung der Bahnlinie Mzensk – Tula bekam erhöhte Bedeutung, trotz bestem Willen gab es auf deutscher Seite nur langsame Fortschritte. Als die Vorhut des LIII. Armeekorps Teploje erreichte, stießen sie auf starken Feind. Es handelte sich um eine Kräftegruppe mit 2 Kavallerie- und 5 Schützen-Divisionen sowie einer Panzerbrigade, die längs der Straße Jefremow-Tula mit der Absicht vorgingen, den vor Tula festliegenden Verbänden des XXIV. Panzerkorps in die Flanke und Rücken zu stoßen.
Die Truppen des XXXXIII. Armeekorps erreichten am 5. November den Raum östlich von Kurakowa—
Woskressenskoje – südlich Bogutscherowo. Die deutsche 112. Infanterie-Division (LIII. A.K.) gewann etwa 6 km Raum nach Osten. Zur Verstärkung wurde die bei Mzensk versammelte 17. Panzer-Division dem XXIV. Armeekorps (mot.) unterstellt und über Plawskoje nach Tula dirigiert.
Am 8., 9. und 10. November kam es zu stärkeren Gegenangriffen der Verteidiger von Tula, welche ihre Positionen verbessern konnten. Die deutsche 18. Panzer-Division parierte dagegen, indem sie aus dem Raum 5 km südöstlich von Rajewo nach Norden in den Rücken des Angreifers vorging. Der linke Flügel des XXXXIII. Armeekorps stieß in den Raum 7 km südlich von Alexin vor und erreichte den Raum nordöstlich Pewschino bis 10 km nordöstlich Dugna. Die Deutschen vor Tula wurden durch sowjetische Gegenstöße wieder aus dem Dorf Rogoschinski und vom Gelände der dortigen Ziegelei vertrieben. Das bereits geschwächte XXIV. Armeekorps (mot.) musste infolgedessen in Verteidigung übergehen.

### Wechselhafte Kämpfe
Am 10. November wurde die Brjansker Front aufgelöst, die 50. Armee wurde als linker Nachbar der 50. Armee Teil der Westfront. Die direkte Verteidigung von Tula wurde Generalmajor J. S. Fokanow übertragen. Am 12. November erreichte das deutsche LIII. Armeekorps an der Linie Rajewo-Tepolje-Marjino-Zarewo-Mostowaja, die unterstellte 112. Infanterie-Division (General Mieth) errichtete einen weiteren Brückenkopf über die Upa. Die 18. Panzer-Division drang in den Raum östlich von Tschern vor, ihre Vorausabteilung nahm den Vorort Nikolskoje.
Am 11. November wurde der erkrankte Oberbefehlshaber der 2. Armee, Generaloberst von Weichs durch General der Panzertruppen Schmidt ersetzt. Am 18. November gelang die Einnahme von Jepifan durch Truppen des XXXXVII. Armeekorps (mot.) und von Dedilowo durch Einheiten des XXIV. Armeekorps (mot.). Am Abend des gleichen Tages brachen die deutschen Truppen mit Luftunterstützung durch die sowjetischen Linien und entwickelten ihre Offensive in Richtung auf Stalinogorsk und Wenew. Trotz schwerer Verluste durch Pak-Stellungen erreichten die Panzer am 22. November den Durchbruch auf Stalinogorsk, die Bedrohung Moskaus aus dem Südosten wurde gefährlich. Am selben Tag wurde auf Anordnung des Kommandanten der Westfront der im Raum Tula befehlende General Jermakow entlassen, am 19. Dezember verhaftet und vor das Kriegsgericht gestellt.
Am 23. November nahm die 10. Infanterie-Division (mot.) Michailow, die 29. Infanterie-Division (General Fremerey) überschritt den Don-Abschnitt und gewann über Jepifan nach Norden über 40 km Boden. Die 18. Panzer-Division drang über das Dorf Skopin nach Gorlowo vor, die nachgezogene 296. Infanterie-Division griff erfolglos gegen Tula an.
Am 24. November umfasste die deutsche 17. Panzerdivision (Oberst Rudolf Eduard Licht) Tula aus dem Osten und drängte die dortigen Verteidiger in nördliche Richtung auf Wenew zurück. Allerdings gelang es, durch Gegenstöße aus dem Raum Kaschira die deutschen Truppen zwischen Tula und Wenew zu stoppen, die Front der 2. Panzerarmee war jetzt auf über 200 km erweitert. Teilen der deutschen 17. Panzerdivision gelang es, am 25. November in den südlichen Rand der Stadt einzubrechen, wo sie von einem Bataillon Flakartillerie unter Major A. P. Smirnow der 173. Schützen-Division gestoppt werden konnte. Auf Entscheidung des Kriegsrates wurden das 2. Kavalleriekorps und die 112. Panzerdivision (Oberst Getman) sofort aus dem Raum Serpuchow herangeführt und im Raum Kaschira konzentriert.
Am 25. November näherte sich die vorgeschobene Kampfgruppe der 17. Panzer-Division Kaschira. Rechts davon nahm die 134. Infanterie-Division Liwny ein. Am 26. November gelang es der 167. Infanterie-Division (General Schönhärl) und der motorisierten 29. Infanterie-Division, die bei Iwanozero östlich des Don stehende sibirische 239. Schützendivision einzuschließen, die jedoch schon in der folgenden Nacht durch die dünnen Linien der 29. Infanterie-Division (mot.) wieder ausbrechen und nach Osten entkommen konnte.
Am 26. November erreichte das LIII. Armeekorps den Don, überschritt den Fluss bei Iwanozero mit der 167. Infanterie-Division und griff nordostwärts des genannten Ortes, bei Donskoje (Lipezk) die dort stehenden Sibirier an. Die deutsche Division nahm 42 Geschütze und eine Anzahl Fahrzeuge und brachte 4 000 Gefangene ein. Von Osten her umfasste die 29. Infanterie-Division (mot.) die Masse der sibirischen 239. Schützen-Division, welche aber nach Osten ausbrechen konnte. Ab 27. November folgten Gegenangriffe der 173. Schützen- und 112. Panzerdivision, zusammen mit der 9. Panzerbrigade (Oberst I. F. Kiritschenko) und unterstützt durch Flugzeuge der Luft- und Luftverteidigungszone von Moskau wurde die 17. Panzerdivision bis 30. November zurückgeworfen. Der rechte Flügel der deutschen 4. Armee (XIII. Armeekorps) versuchte in Richtung Serpuchow, Lopasnja und Podolsk einen Entlastungsangriff anzusetzen, welcher die sowjetischen Truppen nördlich und westlich von Serpuchow einkreisen und vernichten sollte. Am 27. November griff auch das XXXXIII. Armeekorps aus dem Raum Alexin an. Der rechte Flügel der 50. Armee (jetzt unter General I. W. Boldin) führte nördlich von Tula einen Gegenangriff, welcher das deutsche XXIV. Armeekorps (mot.) im Raum Kostrow, 25 km nördlich von Tula aufhalten konnte.

### Rechter Flügel der sowjetischen Westfront
49. Armee (Generalleutnant Iwan Grigorjewitsch Sacharkin)
- 220. Schützen-Division, Generalmajor Nikifor Gordejewitsch Choruschenko
- 248. Schützen-Division, Generalmajor Karol Świerczewski
- 238. Schützen-Division, Oberst Gennadi Petrowitsch Korotkow
- 194. Gebirgs-Schützendivision, Oberst Pawel Andrejewitsch Firsow
- 340. Schützen-Divisionen, Oberst Gawril Tarasowitsch Wassilenko
- 415. Schützen-Division, Generalmajor Pjotr Alexejewitsch Alexsandrow
- 33. Panzerbrigade, Oberst Nikolai Dmitrijewitsch Chuchin

2. Kavalleriekorps (ab 25. Dezember in 1. Garde-Kavallerie-Korps umbenannt) (Generalmajor Below)
- 5. Kavalleriedivision (ab 25. Dezember: 1. Garde-Kavallerie-Division), Generalmajor Viktor Kirillowitsch Baranow
- 9. Kavalleriedivision (ab 25. Dezember: 2. Garde-Kavallerie-Division), Generalmajor Nikolai Sergejewitsch Oslikowski
- 112. Panzer-Division, Oberst Andrei Lawrentjewitsch Getman

50. Armee (Generalmajor A. N. Jermakow, ab 22. Nov.: Generalleutnant I. W. Boldin)
- 413. Schützen-Division, Generalmajor A. D. Tereschkow
- 154. Schützen-Division, Generalmajor Jakow Stepanowitsch Fokanow
- 217. Schützen-Division, Oberst K. P. Trubnikow
- 258. Schützen-Division, Oberst M. A. Sijazow
- 260. Schützen-Division, Oberst V. D. Khochlow
- 279. Schützen-Division, Oberst P. G. Scheludko
- 290. Schützen-Division, Oberst N. W. Rjakin
- 299. Schützen-Division, Oberst I. F. Serjogin
- 108. Panzerdivision (3 KW-1, 7 T-34 und 23 leichtere Panzer), Oberst S. A. Iwanow
- 11. Panzerbrigade, Oberst P. M. Arman
- 32. Panzerbrigade (mit 5 KW-1, 7 T-34 und 22 T-60), Oberst Iwan Iwanowitsch Justschuk
- 69. NKWD-Brigade, Oberst A. K. Melnikow
- 156. NKWD-Regiment, Major S. F. Zubkow

3. Armee (Generalmajor Jakow Grigorjewitsch Kreiser)
- 173. Schützen-Division, Oberst A. W. Bogdanow
- 129. Schützen-Division, Oberst A. V. Gladkow
- 239. Schützen-Division, Oberst Gaik Oganesowitsch Martirosjan
- 283. Schützen-Division, Oberst Alexander Nikolajewitsch Netschajew
- 132. Schützen-Division, Oberst Andrei Awksentjewitsch Mischtschenko
- 447. Reserve-Artillerieregiment, Oberst A. A. Mawrin
- 702. Panzerabwehr-Regiment (7 × 37-mm-Geschütze)
- 9. Panzerbrigade (mit 7 KV-1, 20 T-34 und 28 T-40), Oberstleutnant Iwan Fjodorowitsch Kiritschenko
- 84. Marine-Schützenbrigade, Oberst V. A. Moljew
- 55. Kavallerie-Division, Oberst Konstantin Wladimirowitsch Fixel
- 52. Kavallerie-Division, Oberst Nikolai Petrowitsch Jakunin

13. Armee (Generalmajor Awksenti Michailowitsch Gorodnjanski)
- 127. Schützen-Division (seit 18. September 2. Garde-Schützendivision), Generalmajor Andrian Sacharowitsch Akimenko
- 160. Schützen-Division, Oberst Fjodor Michailowitsch Orlow
- 143. Schützen-Division, Generalmajor Georgi Alexejewitsch Kurnosow
- 148. Schützen-Division, Oberst Filipp Michailowitsch Tscherokmanow
- 121. Schützen-Division, Generalmajor Pjotr Maxsimowitsch Sykow

5. Kavalleriekorps (nördlicher Teil der Südwestfront, ab 25. Dezember in 3. Garde-Kav. Korps umbenannt), General Wassili Dmitrijewitsch Krjutschonkin
- 3. Kavallerie-Division (ab 25. Dezember: 5. Garde-Kavallerie-Division), Generalmajor Michail Fjodorowitsch Malejew
- 14. Kavallerie-Division (ab 25. Dezember: 6. Garde-Kavallerie-Division), Oberst Anatoli Iwanowitsch Belgorski
- 32. Kavallerie-Division, Oberst Alexei Prokofjewitsch Moskalenko
- 150. Panzer-Brigade, Oberst Boris Sergejewitsch Bacharow

### Letzter deutscher Angriff auf Tula
Anfang Dezember fanden die Kämpfe bei bereits −30 Grad Kälte statt, die östliche Flanke der 2. Panzerarmee, das XXXXVII. Armeekorps (mot.) (10. Infanterie-Division (mot.) und 18. Panzerdivision) hatte eine etwa 180 km breite Front zu decken. Auch die südlich folgende 2. Armee musste mit 6 Infanteriedivisionen einen überdehnten Frontabschnitt halten und konnte keine Kräfte für die Offensive im Frontbogen von Tula freimachen. Am 1. Dezember begann auch die deutsche 4. Armee neue Angriffe, weiter südlich erneuerte die 2. Panzerarmee am 2. Dezember ihre Offensive nördlich von Tula, Ziel war noch immer, die Stadt zu umgeben und abzuschneiden. Das XXIV. Armeekorps (mot.) brach in die gegnerische Verteidigung ein: Die 299. Schützen-Division wurde durch die 4. Panzer-Division bei Rudnewo zurückgedrängt, die 3. Panzer-Division gewann im Kampf gegen die 413. Schützen-Division den Ort Torschowo. Südlich Tula gewann das Infanterie-Regiment „Gr.D.“ im Kampf mit der 159. Schützen-Division den Ort Dubki. Im Süden bei der 2. Armee, führte das XXXIV. Armeekorps (General Metz) einen Angriff gegen die sowjetische 13. Armee, indem die 134. Infanterie-Division (Generalleutnant Cochenhausen) beiderseits Liwny und die 45. Infanterie-Division (General Schlieper) über den Sosna-Abschnitt auf Jelez angreifen ließ. Das XXXXVIII. Armeekorps (mot.) versuchte auf Tim vorzugehen. Am 3. Dezember erreichte die 4. Panzer-Division das Dorf Kostrowo und wurde durch die sowjetische 108. Panzerbrigade gestoppt, während die bei Wenew eingesetzte 25. Infanterie-Division (mot.) den Widerstand der 239. Schützen-Division nicht brechen konnte. Die Truppen der sowjetischen 50. Armee im Nordosten von Tula mussten den Bahnhof von Rewjakino aufgeben, welche die Eisenbahnlinie von Tula nach Moskau verband. Der nördliche Korridor von Tula war auf etwa 15 Kilometer eingeengt. Der bedrohte Abschnitt wurde vom Schützenregiment 999 der 258. Schützen-Division und einer Panzerkompanie eisern gehalten. Die sowjetische 290. und 217. Schützen-Division verhinderten das Zustandekommen der Verbindung der Kampfgruppe Eberbach (4. Panzerdivision) mit der von Nordwesten angreifenden 131. Infanterie-Division (Generalleutnant Meyer-Bürdorf) des XXXXIII. Armeekorps.
Am 5. Dezember wurde die auf 350 km Front ausgedehnte Front der 2. Panzerarmee in die Verteidigung gedrängt. Nachdem sie ihre offensiven Fähigkeiten erschöpft hatten, begannen Einheiten der 2. Panzerarmee sich von dem gefährlichen Kamm nordöstlich von Tula zur Eisenbahnlinie Tula-Uslowaja zurückzuziehen. Sowjetische Luftangriffe gaben einen Hinweis darauf, dass ein Gegenschlag drohte und von sowjetischen Verstärkungen abgelenkt wurde. In der Gegend von Rjasan und im Nordwesten wurden durch die deutsche Luftaufklärung 30 Lokomotiven mit Truppentransporten festgestellt, gleichzeitig wurden bei Dankow weitere 400 LKW und 5 Lokomotiven erkundet. Schon am 4. und 5. Dezember folgten Gegenangriffe durch die sowjetische 112. Panzerdivision (Oberst Andrei L. Getman), welcher die deutschen Truppen aus dem Dorf Kostrowo wieder hinausdrängte und die Bahnstation Rewjakino freikämpfte. General Guderian erkannte die großen Bedrohungen seiner Flanken, die Schwäche seiner Kräfte und gab den Befehl zum Rückzug.

## Sowjetische Gegenoffensive und Folgen
Am 4. Dezember führten die Streitkräfte der 340. Schützendivision (Oberst S. S. Martirosjan) und die 112. Panzerdivision aus dem Gebiet südlich von Laptewo einen starken Gegenangriff auf die Flanke des deutschen XXIV. Armeekorps (mot.) aus, wodurch die vorrückenden deutschen Einheiten gezwungen waren ihren Angriff abzubrechen. Ein letzter Angriff gegen Tula wurde in der Nacht des 7. Dezember von Kräften der deutschen 296. Infanterie-Division aus dem westlichen Upa-Bogen geführt. Dieser Angriff gegen den westlichen Stadtrand bei Maslowo gegen den Hofweiler „Mjasnowo“ wurde mit schweren Verlusten für das Infanterie-Regiment 521 abgewiesen. Der Kommandierende General des erfolglosen LIII. Armeekorps, General der Infanterie Weisenberger war bereits am 28. November durch General Fischer von Weikersthal ersetzt worden. Schon Ende November verstärkte sich der sowjetische Druck an der Nordflanke der 2. Panzer-Armee bei Kaschira und Michailow, wo die Stawka begann, eine neue 10. Armee zu etablieren, welche dann bei der folgenden Gegenoffensive die Führung innehatte.
10. Armee unter General Filipp Golikow
- 322., 323., 324., 325., 326., 328. und 330. Schützen-Division
- 57. und 75. Kavallerie-Division

Am 8. Dezember gingen die Truppen der sowjetischen 10. und 50. Armee zur Gegenoffensive über. Das 1. Garde-Kavalleriekorps (vorher bis 26. November als 2. Kavalleriekorps bezeichnet) unter General Pawel A. Below durchbrach bei Wenew und Stalinogorsk die dünnen deutschen Linien. Am 9. Dezember befreite das 1. Garde-Kavalleriekorps von P. A. Below zusammen mit der 9. Panzerbrigade und Teilen der 322. und 173. Schützendivision Wenew (Wenjow) und drang am 10. Dezember in Stalinogorsk ein. Weil die nördlich davon operierende 50. Armee durch die Abwehrkämpfe geschwächt war und das deutsche XXIV. Armeekorps (mot.) noch erbitterten Widerstand leistete, waren Einheiten der 10. Armee nicht in der Lage, die Rückzugswege der 2. Panzerarmee rechtzeitig abzuschneiden. Am 11. Dezember folgten schwere Kämpfe um Jepifan, wo die Deutschen erbitterten Widerstand leisteten. Erst am 12. und am Morgen des 13. Dezember war die deutsche Verteidigung am oberen Don vollständig durchbrochen. Die erst am 5. Dezember von der deutschen 134. Infanterie-Division besetzte Stadt Jelez, wurde am 9. Dezember in der Jelezer Operation von der 148. Schützendivision (Oberst Filip M. Tscherokmanow) der 13. Armee zurückerobert.
Der deutsche Versuch, Tula als Sprungbrett für den Angriff auf das südliche Vorfeld von Moskau zu benützen war gescheitert. Hitler lehnte am 16. Dezember Absetzbewegungen ab und formulierte in einer Führerweisung vom 18. Dezember neue Richtlinien der Kampfführung und zwang dadurch die Truppen, „fanatisch“ in ihren Stellungen auszuhalten. Generaloberst Guderian musste eine Woche später den Oberbefehl über die 2. Panzerarmee abgeben. Ab Weihnachten 1941 führte Generaloberst Rudolf Schmidt die 2. Panzerarmee und die 2. Armee in Personalunion bis zum 15. Januar 1942, als die Rückmeldung des Generalobersten von Weichs das Kommando wieder teilte.